# Zádor Stettner Tamás
Zádor Stettner Tamás, Stettner Tamás Sándor Aladár (Budapest, 1882. október 10. – Budapest, 1942. február 1.) író és hírlapíró, Hettyey Aranka testvére. 

## Életútja
Szülei Stettner Tamás (1829–1885) 1848-49-es honvédhadnagy, budapesti királyi kereskedelmi és váltó törvényszéki irodaigazgató és Zádor Sarolta. 1898-ban a pécsi honvédhadapródiskola növendéke lett. 1903-tól mint újságíró működött a Magyarország, Kolozsvári Hírlap majd a 8 Órai Újság belső munkatársaként. Első novellája 1907. október 17-én a Pesti Hírlapban, első regénye Kolozsvárott, 1909-ben jelent meg. Ugyancsak Kolozsvárott volt az első színpadi premierje 1914. október 14-én. Nyolc évi erdélyi működés után 1916-ban tért vissza Budapestre. 1912-ben főszerkesztője volt a Haladás c. szépirodalmi lapnak. 1926-ban a Petőfi Társaság tagjává választották. Tagja volt a Magyar–Lengyel Egyesületnek is.
Megjelent regényei: Modern Bizánc, Szent milliárdos, Távol az istenektől, Zuhanó idők. Novellás kötete: Át a fekete vizeken. Színdarabok: Néró, Romanovok alkonya. Továbbá: Kék Könyv Tisza István gróf meggyilkolásáról és a rendőri nyomozásról, Tizennégy év Kun Béla életéből. Novellái a Kolozsvári Hírlap, Nemzeti Újság, Budapesti Hírlap és a Koszorúban jelentek meg. Foglalkozott egyiptológiával is, jártas volt a német és a latin nyelvben is.